# 淡色按蚊
（又译作白端按蚊、白魔按蚊）是蚊科疟蚊属的一个泛化种，原生於中、南美洲與加勒比海島嶼，是疟疾的主要传播媒介之一。

## 描述
淡色按蚊的模式种发现于多米尼加的圣多明各，由德国科学家克里斯蒂安·鲁道夫·威廉·维德曼描述。与蚊科昆虫一样，淡色按蚊具有头、胸、腹三个部分，有细长的足和一对翅膀。雌蚊具有能穿刺皮肤、吸吮血液的细长口器，雄蚊的口器则无法穿刺皮肤，飞行时由于翅膀的震动而会产生“嗡嗡”声。
淡色按蚊的生长发育需经历一个完全变态的过程，生命周期分为卵、幼虫、蛹和成蟲4个阶段。在幼虫阶段，淡色按蚊需经历4龄。成虫的头部外侧长有黄色至金棕色的颜色较深的鳞片，翅膀长有苍白斑点。

淡色按蚊的形态图片
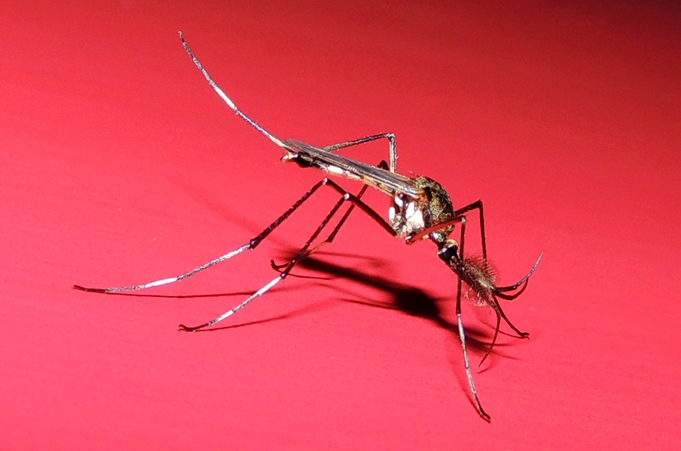
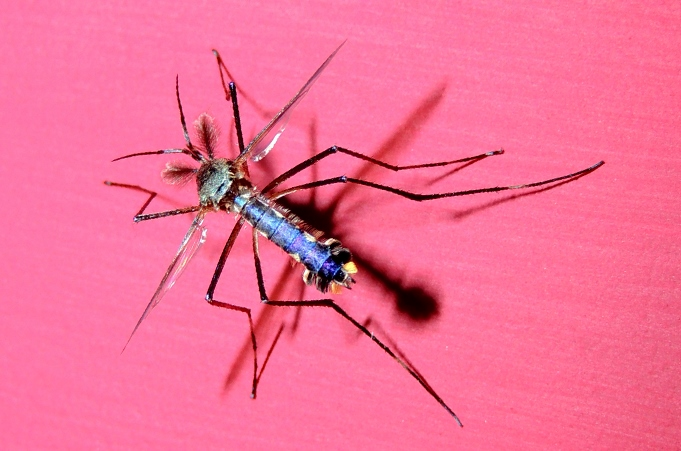
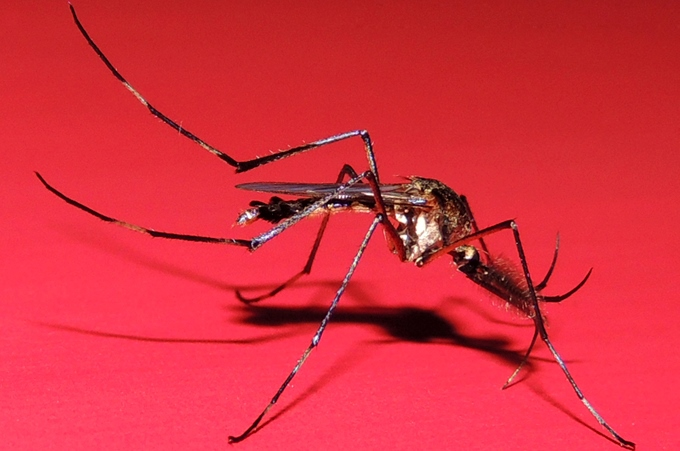

## 分类学与进化史
淡色按蚊是一种具有多态性的物种种群。据测算，淡色按蚊最早起源于加勒比地区，并先后传播至中美洲和南美洲。对于现今种群构造的形成，部分研究认为其与奠基者效应相关，通过对该种群线粒体DNA的研究表明中美洲与南美洲的按蚊种群有些微的差异，这些差异可能是种群的间隔距离、杀虫剂的使用以及高海拔山脉的地理隔离造成的。但总的来看，不同地域的种群性状差异并不大，这可能是因为淡色按蚊相比于疟蚊属下的其它物种更具对环境的适应性和高强度的繁殖与传播能力。
有研究认为淡色按蚊之所以能发展为一个泛化种，与其雌性种群能飞行32公里，以及在海拔2000米的山脉中也发现过淡色按蚊的标本等证据是密切相关的，这些证据表明淡色按蚊不容易因山脉造成的地理隔离而产生基因上的分化，也就是说现今不同地区种群的性状分离并非近期形成，而是在更新世便完成了分化、定殖和重新扩张。

## 分布与习性
目前的研究表明，淡色按蚊主要在墨西哥以及加勒比海、中美洲和南美洲的几个国家被发现，该种群通常分布在沿海至海拔约500米的地区，在海拔1000米的地区亦鲜有发现。不同地区因降水、温度和植被的区域性差异，淡色按蚊的分布情况也有所不同，该按蚊在哥伦比亚等国最为常见。
淡色按蚊通常在黎明和黄昏期间活跃，喜在室外生活、觅食，根据可吸食血液的宿主分布的不同，淡色按蚊的分布也会有所不同。根据不同地区雨季的季节性不同，淡色按蚊的栖息情况也不尽相同，在分旱季、雨季的地区，淡色按蚊常活跃于雨季，在湿地中的淡色按蚊则全年活跃。淡色按蚊通常以花蜜为食，雌性按蚊则会吸食哺乳动物、鸟类、爬行动物和两栖动物的血液，以获取蛋白质和营养物质来产卵。由于可吸食血液宿主的广泛性，淡色按蚊极易维持它们的种群数目。由于吸血过程受到诸多因素影响，雌按蚊在吸血过程中可能会更换其他宿主多次吸食，这为宿主身上携带的病原体交叉感染提供了一个绝佳的途径。
雌蚊吸食血液的量会影响按蚊的产卵情况。雌蚊可以一个个产卵，或一次性产下大量黏在一起的卵。淡色按蚊幼虫的分布也与雌性对产卵栖息地的选择有关，如果某些可能存在蚊子的栖息地没有淡色按蚊幼虫，可能是由于雌蚊选择了食物来源更丰富或更能免受捕食的地方，也可能是此地的环境杀死了雌蚊在此产下的卵和幼虫。淡色按蚊幼虫对环境适应能力较强，对盐度和污染度的适应范围较广，除了雨季、旱季对按蚊繁衍的影响外，幼虫所处的水域表面的蓝藻数目也会影响幼虫的出生率，蓝藻越多，水中溶氧量越低，幼虫的出生率也越低。

## 疾病的传播与防治
淡色按蚊是間日瘧原蟲的重要传播媒介，而后者是引起疟疾的重要病原体，淡色按蚊在传播疟原虫时自己通常不受影响。在1940年代之前，淡色按蚊甚至被认为是唯一一种传播疟疾的中介。在伯利兹等国家，淡色按蚊更喜吸食家畜的血液，使得它们在当地不是最主要的媒介，而在不怎么圈养家畜的地区，尤其是房屋建造技术不善的土著居民聚居区，淡色按蚊引发的疟疾极为肆虐。
对淡色按蚊及其传播的疟疾的防治手段一直是学界的课题之一，淡色按蚊会被应用于作为疟疾媒介的能力、病原体的传播、杀虫剂的有效性、对杀虫剂的耐药性和疫苗研究等方面。目前的防治方法包括有机磷超低容量喷洒（化学防治）、施放球形赖氨酸芽孢杆菌（生物防治）等。